# Parzaommomyia africana
Parzaommomyia africana is een vliesvleugelig insect uit de familie Eulophidae. De wetenschappelijke naam is voor het eerst geldig gepubliceerd in 2002 door Gumovsky & Ubaidillah.